# Eat Pray Thug
Eat Pray Thug es el álbum de estudio debut del artista estadounidense de hip hop Heems. Fue lanzado por Megaforce Records el 10 de marzo de 2015. Se crearon videos musicales para "Sometimes", "Damn, Girl" y "Pop Song (Games)".

## Lista de canciones
| N.º | Título                         | Productor(es)    | Duración |  |
| 1.  | «Sometimes»                    | Gordon Voidwell  | 4:01     |  |
| 2.  | «So NY»                        | Harry Fraud      | 3:40     |  |
| 3.  | «Damn, Girl»                   | Gordon Voidwell  | 3:38     |  |
| 4.  | «Jawn Cage» (con Rafiq Bhatia) | Gordon Voidwell  | 3:02     |  |
| 5.  | «Flag Shopping»                | Bill Ding        | 3:56     |  |
| 6.  | «Pop Song (Games)»             | Gordon Voidwell  | 4:19     |  |
| 7.  | «Home» (con Dev Hynes)         | Dev Hynes        | 3:57     |  |
| 8.  | «Hubba Hubba»                  | Boody B          | 2:46     |  |
| 9.  | «Al Q8a»                       | Boody B          | 3:27     |  |
| 10. | «Suicide by Cop»               | Keyboard Kid 206 | 3:12     |  |
| 11. | «Patriot Act»                  | Boody B          | 3:50     |  |